# Tödliche Grenze
Tödliche Grenze (Originaltitel: Border Incident) ist ein US-amerikanischer Kriminalfilm aus dem Jahr 1949. Der Film, dessen Drehbuch auf einer Erzählung von John C. Higgins und George Zuckerman basiert, wird zu der Gattung Film noir gezählt.

## Handlung
Am All-American Kanal an der kalifornisch-mexikanischen Grenze warten mexikanische Farmarbeiter, die „Braceros“, darauf, wie jeden Tag die Grenze zu überschreiten. Einige von ihnen reisen legal in die USA ein, doch die meisten überqueren die Grenze illegal. Mehrere der Mexikaner wurden Opfer von Räubern und Mördern. Um diese Anschläge auf die armen Arbeiter zu verhindern, arbeiten die amerikanische und die mexikanische Regierung zusammen. 
Als Ermittler werden der Mexikaner Pablo Rodriguez und der Amerikaner Jack Bearnes geschickt, um ihren jeweiligen Regierungen Bericht zu erstatten. Rodriguez mischt sich unter die Arbeiter, Bearnes soll ihm folgen und die entstehenden Kontakte dokumentieren. Rodriguez findet heraus, dass der Rancher Owen Parkson die Grenzübertritte organisiert. Rodriguez versucht, sein Vertrauen zu gewinnen, indem er sich als von der Polizei Verfolgter ausgibt. Parkson willigt ein, ihn über die Grenze zu schmuggeln. Er soll einen Lastwagen besteigen, der voller Braceros ist. Bearnes verliert die Spur und fällt in die Hände des Ranchers. Rodriguez sieht seinen gefangenen Partner, kann ihm aber nicht helfen, ohne seine Tarnung auffliegen zu lassen.
Parkson fängt ein Telegramm ab, das Bearnes an seine Vorgesetzten geschickt hat, und erkennt die Falle. Parkson befiehlt, Bearnes zu töten. In der Erkenntnis, dass er das Ziel einer Untersuchung ist, will er die Beweise vernichten. Die Braceros sollen zurück nach Mexiko gebracht werden. Rodriguez kann seine Leute aufwiegeln. Es kommt zu einem blutigen Kampf, bei dem Parkson und viele seiner Männer getötet werden. Eine Grenzpatrouille erreicht den Kampfplatz und verhaftet die übrig gebliebenen Menschenschmuggler.

## Hintergrund
Die Uraufführung fand am 28. Oktober 1949 statt. In Deutschland erschien der Film am 12. November 1988 als TV-Premiere im dritten Programm des WDR.

## Kritiken
Das Lexikon des internationalen Films urteilte: „Nach Tatsachen inszenierter Film, der sich durch Realismus und soziales Engagement auszeichnet; die etwas schwerfällige Inszenierung kombiniert recht reizvoll Western-Elemente mit wesentlichen Zügen des klassischen ‚film noir‘.“ Für die Filmzeitschrift Cinema war es ein „intelligenter Film noir mit sozialer Relevanz“.
Variety bemängelte seinerzeit das Drehbuch, das aus dem wichtigen Stoff eine naive Räuber-und-Gendarm-Geschichte mache. Bosley Crowther von der New York Times bezeichnete den Film als routinierten Abenteuerfilm, dessen wunderbare Szenerie beeindruckend sei.